# Васюки (Гродненская область)
Васюки́ (бел. Васюкі́, пол. Wasiuki) — деревня в Сморгонском районе Гродненской области Белоруссии.
Входит в состав Коренёвского сельсовета.
Расположена в центральной части района. Расстояние до районного центра Сморгонь по автодороге — около 12,5 км, до центра сельсовета деревни Корени по прямой — чуть менее 8 км. Ближайшие населённые пункты — Березняки, Крапивно, Солы. Площадь занимаемой территории составляет 0,5830 км², протяжённость границ 12160 м.
Согласно переписи население Васюков в 1999 году насчитывало 116 человек.
Автомобильной дорогой местного значения Н7943 деревня связана с дорогой Н6758 Гаути — Васюки — Березняки.